# Marathon van Berlijn 1992
De marathon van Berlijn 1992 werd gelopen op zondag 27 september 1992. Het was de negentiende editie van de marathon van Berlijn. De Zuid-Afrikaan David Tsebe passeerde bij de mannen als eerste de finish in 2:08.07. De Duitse Uta Pippig won, evenals twee jaar eerder, bij de vrouwen, ditmaal in 2:30.22.

## Uitslagen

### Mannen
| rang   | naam                 | land | tijd    |
| ------ | -------------------- | ---- | ------- |
| Goud   | David Tsebe          | RSA  | 2:08.07 |
| Zilver | Manuel Matias        | POR  | 2:08.38 |
| Brons  | Simon Karori         | KEN  | 2:11.50 |
| 4      | Harri Hanninen       | FIN  | 2:13.06 |
| 5      | Thabiso Moqhali      | LES  | 2:13.19 |
| 6      | Jose Carlos da Silva | BRA  | 2:13.20 |
| 7      | Carlos Patricio      | POR  | 2:13.29 |
| 8      | Slawomir Gurny       | POL  | 2:13.39 |
| 9      | Kevin McCluskey      | ENG  | 2:14.04 |
| 10     | Sam Nyangincha       | KEN  | 2:14.09 |

### Vrouwen
| rang   | naam                   | land | tijd    |
| ------ | ---------------------- | ---- | ------- |
| Goud   | Uta Pippig             | GER  | 2:30.22 |
| Zilver | Renata Kokowska        | POL  | 2:30.57 |
| Brons  | Anna Rybicka           | POL  | 2:31.56 |
| 4      | Lyubov Klochko         | UKR  | 2:32.13 |
| 5      | Kirsi Mattila          | FIN  | 2:32.31 |
| 6      | Yekaterina Khramenkova | BLR  | 2:33.26 |
| 7      | Izabela Zatorska       | POL  | 2:33.46 |
| 8      | Marie-Helene Ohier     | FRA  | 2:33.53 |
| 9      | Elena Nilova           | RUS  | 2:37.40 |
| 10     | Lynn Harding           | SCO  | 2:38.01 |
| 11     | Odile Leveque          | FRA  | 2:38.11 |

1974 ·
1975 ·
1976 ·
1977 ·
1978 ·
1979 ·
1980 ·
1981 ·
1982 ·
1983 ·
1984 ·
1985 ·
1986 ·
1987 ·
1988 ·
1989 ·
1990 ·
1991 ·
1992 ·
1993 ·
1994 ·
1995 ·
1996 ·
1997 ·
1998 ·
1999 ·
2000 ·
2001 ·
2002 ·
2003 ·
2004 ·
2005 ·
2006 ·
2007 ·
2008 ·
2009 ·
2010 ·
2011 ·
2012 ·
2013 ·
2014 ·
2015 ·
2016 ·
2017 ·
2018